# Leptogaster aristalis
Leptogaster aristalis là một loài ruồi trong họ Asilidae. Leptogaster aristalis được Janssens miêu tả năm 1957. Loài này phân bố ở vùng nhiệt đới châu Phi.